# 美洲駝M82半自動手槍
美洲駝M82（英語：Llama M82；北约库藏编号：1005-33-161-6325）是一款由西班牙槍械製造商美洲駝槍械公司所研製和生產的原型半自動手槍，亦是西班牙军队的制式手槍，發射9×19公釐帕拉貝倫手枪子彈。

## 歷史
多年來，西班牙手槍和其他槍械的領頭生產商為恆星、阿斯特拉和美洲駝，三方面的產品也出口國外。1978年，美洲駝開始研發新武器。1982年，以貝瑞塔92為主要基礎，搭配部分M1911的設計原理，他倆研製出新型的美洲駝M82手槍。1984年，該槍獲西班牙军队所採用；1986年正式裝備。
目前除了海軍陸戰隊步兵以外，西班牙武裝部隊和國家警察所裝備的該槍將被HK USP和FNP9所取代；後者在FNP當中與該槍相似，但更為輕便、符合人體工程學和耐腐蚀性。

## 慨述
美洲駝M82是一把後座式、閉膛待擊半自動手槍，採用了與瓦爾特P38或貝瑞塔92的短行程後座槍管和傾斜擋勾延遲系統。與大多數其他手槍一樣，M82的底把和套筒由钢所製成。只是後來在其設計中也採用了鋼鑄部件，所以該槍相對較重，但也保證了它的強度和可靠性，以及減少後座力和上揚幅度。除標準型外，原廠還生產了M82-LM 9型（輕合金底把型，總重875克）和M87（裝上長槍管、補償器與可調節的機械瞄具，有.40 S&W口徑的運動型）兩款衍生型。
M827亦是擊錘擊發雙動操作式手槍。手動保險裝置裝在套筒以上，當上鎖時，它將撞針移到擊錘可撞擊範圍以外並將其鎖定，並且解脫擊錘和斷開扳機桿。保險並不影響套筒，因此上保險以下仍可前後複往運動並在保險上鎖以下彈藥上膛，但擊錘不在待擊位置。直到以後解除保險時，該槍已經預備以雙動操作模式開始射擊。而後續的射擊都將會以單動操作模式射擊。如有需要，使用者亦可以手動拉下首發時的擊錘，以提高其準確性。扳機護環的形狀可讓雙手更好地固定。該槍採用固定式機械瞄具。該槍由容量為15發的彈匣供彈，亦配備了彈匣保險，除非其彈匣完全就位，否則該槍無法射擊。

## 圖集

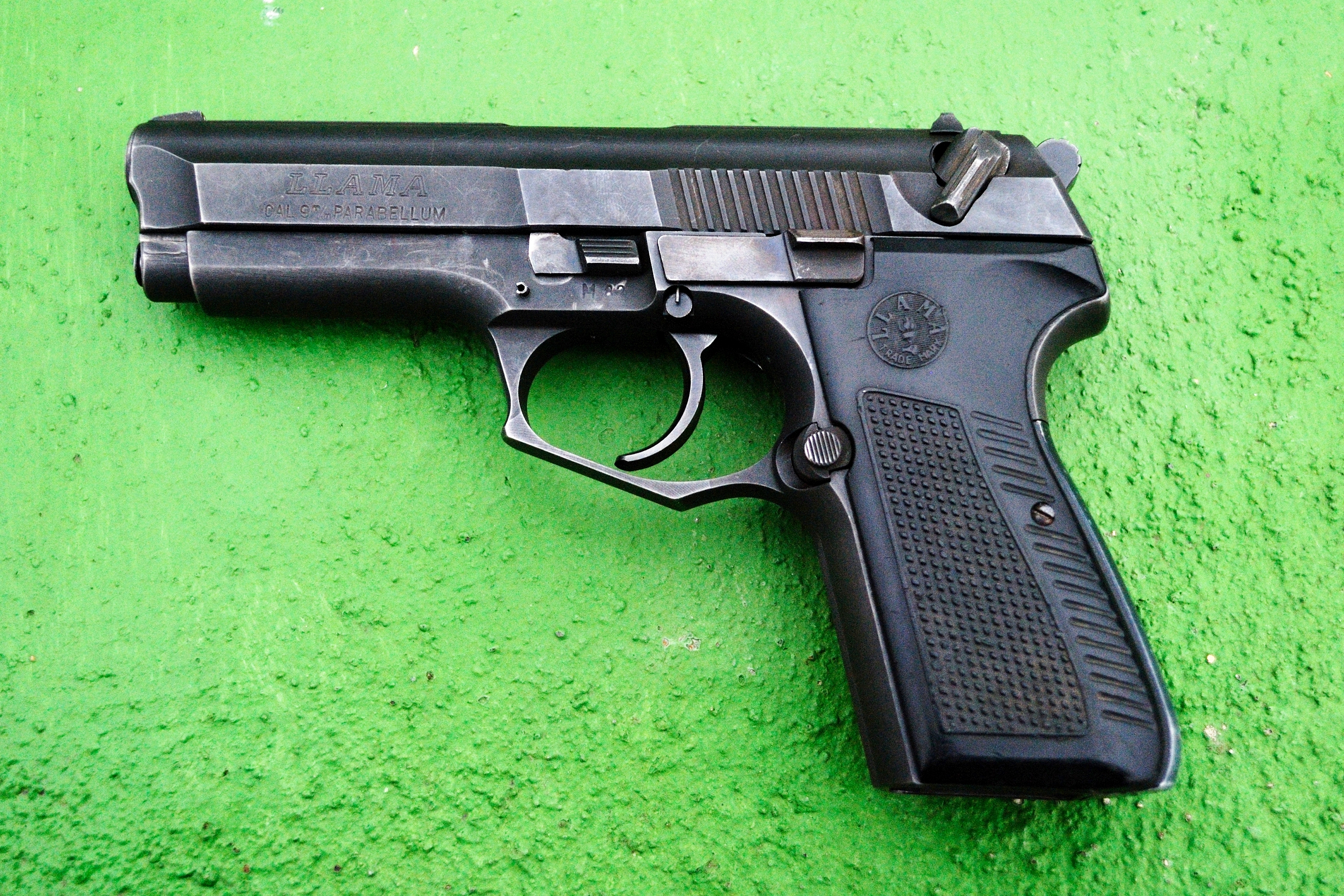
美洲駝M82左側
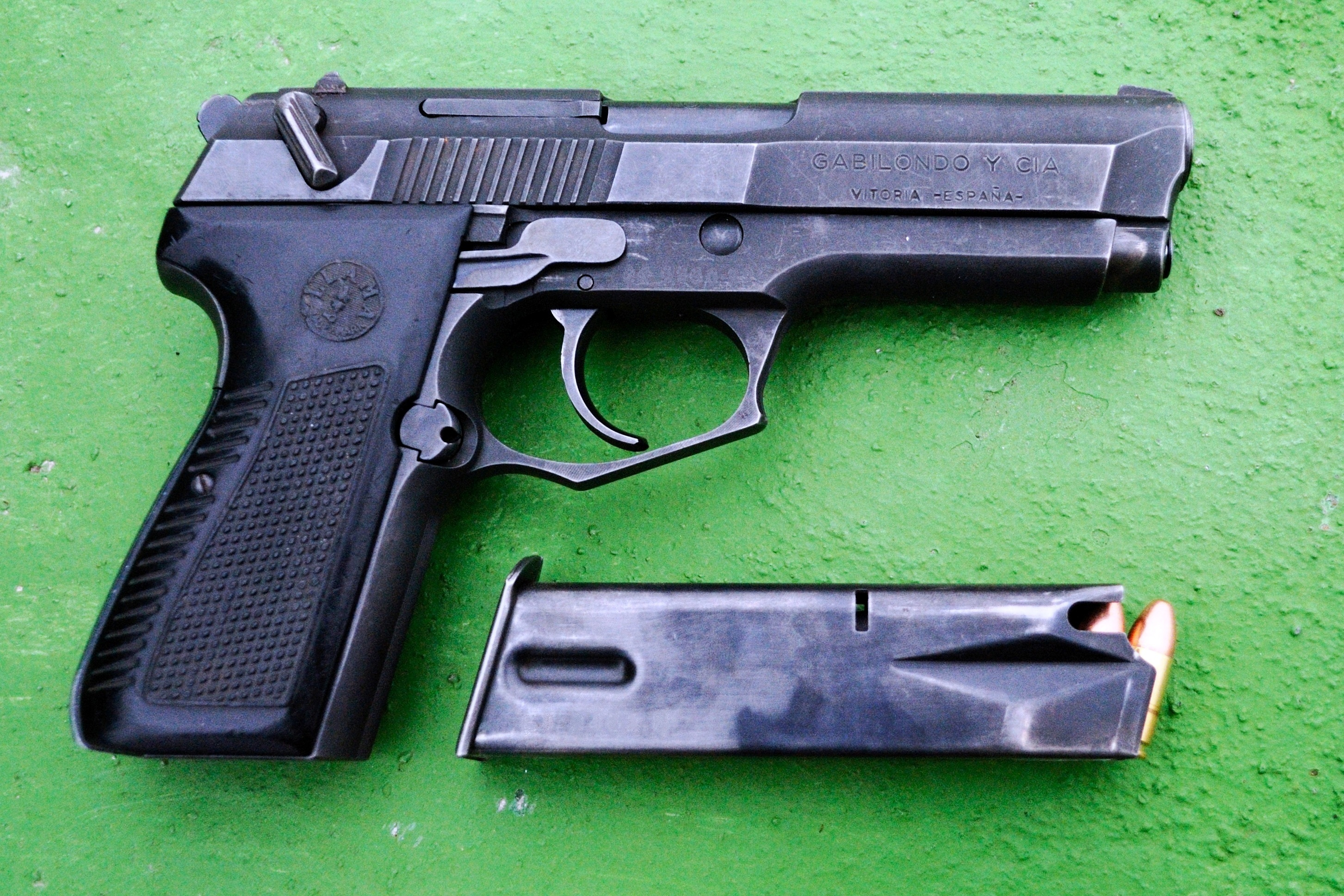
美洲駝M82右側及其彈匣
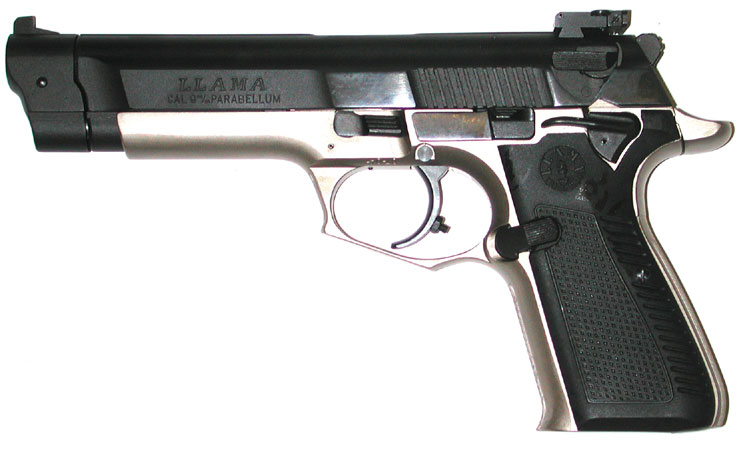
M87型（9×19毫米口徑）。

## 資料來源
1. ↑  西班牙國防部. . 西班牙官方國家公報. 1984-06-13  [2018-08-14]. （原始内容存档于2018-12-28） （西班牙语）.

## 外部連結
- （英文）—Modern Firearms—Llama M-82 （页面存档备份，存于）
- （西班牙文）—Variants and specifications （页面存档备份，存于）
- （西班牙文）—Pistola Llama Mod. 82 | Armas de Fuego （页面存档备份，存于）